# Елевтеро Просфигон
Елевтеро Просфигон (на гръцки: Ελεύθερο Προσφύγων) е село в Република Гърция, дем Гревена на област Западна Македония.

## География
Селото е разположено на около 15 km северно от град Гревена.

## История
Елевтеро Просфигон е основано през 1923-1924 година след Лозанския договор от понтийски гърци, бежанци от Турция. То се намира в землището на старото село Елевтеро (Конско) и дълго време се смята за негова махала. През 1961 година то е административно признато като отделно селище Елевтеро Просфигон (в превод - „Бежанско Елевтеро“).
| Година    | 1913 | 1920 | 1928 | 1940 | 1951 | 1961 | 1971 | 1981 | 1991 | 2001 | 2011 | 2021 |
| --------- | ---- | ---- | ---- | ---- | ---- | ---- | ---- | ---- | ---- | ---- | ---- | ---- |
| Население |      |      |      |      |      | 359  | 189  | 171  | 224  | 151  | 172  | 134  |